# Doliny Przysowy i Słudwi
Doliny Przysowy i Słudwi (kod PLB100003) – obszar specjalnej ochrony ptaków sieci Natura 2000 utworzony w 2012 roku w centralnej Polsce, na pograniczu województw łódzkiego i mazowieckiego. Zajmuje powierzchnię 3980,66 ha. 

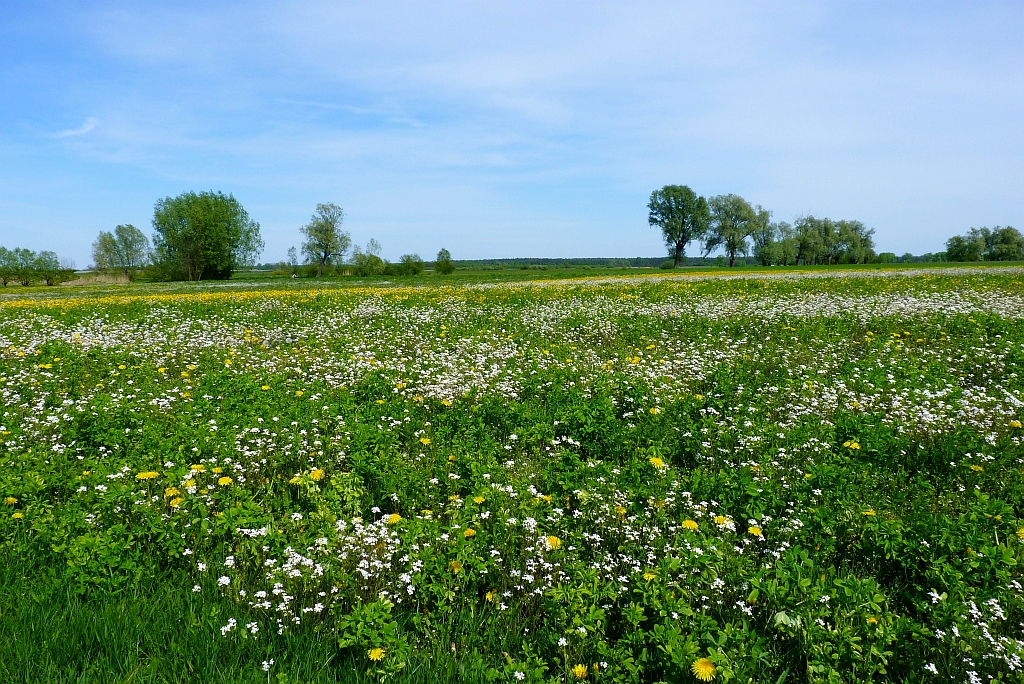
Łąki we wsi Zagroby

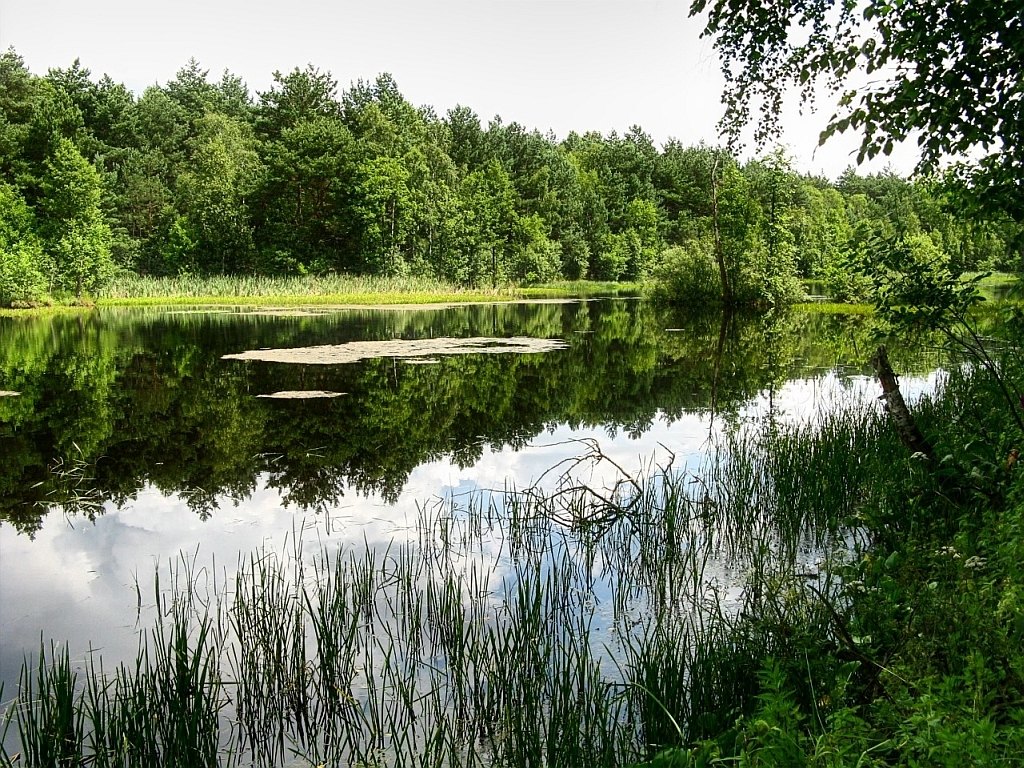
Okolice jeziora Szczawińskiego

Obejmuje niewielkie doliny rzeki Słudwi i jej lewego dopływu Przysowy, leżące na terenie powiatów kutnowskiego, łowickiego i gostynińskiego. Na terenie tym utworzono także ostoję ptaków oznaczoną w nomenklaturze IBA jako ostoja nr 145 o powierzchni 3284 ha. Dolina Przysowy (oprócz odcinka ujściowego do Słudwi) wchodzi ponadto w skład Obszaru Chronionego Krajobrazu Dolina Przysowy. W północnej części ostoi leży rezerwat „Jezioro Szczawińskie”.
Obszar „Doliny Przysowy i Słudwi” jest, w ocenie zespołu Chmielewskiego, jednym z najważniejszych w centralnej Polsce miejsc koncentracji ptaków wodno-błotnych w okresie wiosennych migracji. Według obserwacji z 2011, zgrupowania gęsi białoczelnej dochodzą tu jednorazowo do 22 tys. osobników, siewki złotej do 11 tys. osobników, czajki do 7 tys. osobników. Skumulowana wielkość migrujących populacji ptaków wodno-błotnych osiąga niespotykane w tej części Polski wielkości ponad 80 tys. osobników. Ostoja ta stanowi ważne w skali globalnej, a tym bardziej europejskiej, miejsce koncentracji gęsi zbożowej i rycyka. Podczas inwentaryzacji w 2011 roku stwierdzono tu gniazdowanie 18–21 gatunków ptaków wymienionych w Załączniku I Dyrektywy ptasiej. Obszar ten stanowi ważne miejsce lęgowe rybitwy czarnej, dokładniej na terenie rezerwatu „Jezioro Szczawińskie”.
Najciekawsze z punktu widzenia obserwatora miejsca to wsie: Model, Złaków Kościelny, Złaków Borowy, Zagroby.
Szczegółową inwentaryzację konieczną do powołania obszaru Natura 2000 przeprowadziło w latach 2010–2011 Mazowiecko-Świętokrzyskie Towarzystwo Ornitologiczne.